# Frente de Esquerda Revolucionária
A Frente de Esquerda Revolucionária (FER), foi um antigo partido político português de índole comunista e é o resultado da fusão entre uma das múltiplas dissensões trotskistas a operar em Portugal, e um pequeno grupo radical de jovens activistas do movimento estudantil. Gil Garcia, licenciado em filosofia, destacou-se durante muitos anos na liderança do partido.

Símbolo da LST

Incrito oficialmente no STJ em 1983, com a denominação de Liga Socialista dos Trabalhadores (LST), alterou a sua denominação e sigla para "Frente de Esquerda Revolucionária" (FER) em 1989.
Em 2000, fundiu-se com o movimento estudantil "Ruptura", dando origem à Ruptura/FER.
Desde 2003 que a totalidade do quadro militante da FER integrava o Bloco de Esquerda, o que levou a que, no seu II Congresso, em 2005, tenha sido deliberada a sua dissolução, oficializada nesse mesmo ano pelo TC.
Gil Garcia é agora o líder do Movimento Alternativa Socialista, desde a sua fundação. 

## Resultados eleitorais
| 1983 | LST | Legislativas   | 11 500 | 0,20% | - |
| 1985 | LST | Autárquicas b) | 783    | 0,02% | - |
| 1989 | FER | Europeias      | 7 833  | 0,19% | - |
| 1989 | FER | Autárquicas a) | 2 424  | 0,05% | - |
| 1991 | FER | Legislativas   | 6 661  | 0,12% | - |
| 1993 | FER | Autárquicas c) | 77     | 0,00% | - |
| 1997 | FER | Autárquicas a) | 120    | 0,00% | - |

Notas:  a) Câmara Municipal; b) Assembleia Municipal; c) Assembleia de Freguesia.
(fonte: Comissão Nacional de Eleições)